# 惠特森角

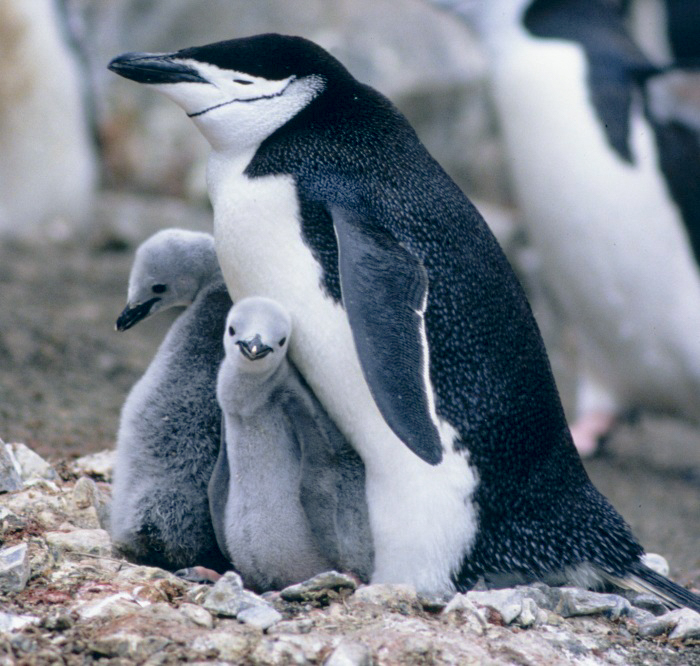

惠特森角是南極洲的海岬，位於南奧克尼群島的勞里島南岸，海拔高度少於250米，該地區被國際鳥盟列為重點鳥區，是約13,000雙南極企鵝的棲息地。
60°45′S 44°32′W / 60.750°S 44.533°W